# オーイシ×加藤のピザラジオ
『オーイシ×加藤のピザラジオ』（オーイシかとうのピザラジオ）は、YouTubeにて配信されていたインターネット番組。2021年9月まで製作を手掛けていたきゃにめ＝ポニーキャニオンではラジオ番組と表記されているが、2021年時点では映像を伴っているため事実上のウェブテレビ番組、映像配信番組である。表記ゆれがあり、『オーイシ加藤のピザラジオ』と記述されることもある。
2023年までは隔週の放送だった。現在は月一回の放送で、水曜21:00から22:00、原則生配信。2024年9月25日の放送をもって無期限活動休止。

## 概要
2018年11月配信開始。開始当初は番組タイトルが決まっておらず、『オーイシ×加藤のラジオ番組(仮)』として開始。2019年4月3日より改題され、番組ではこの回を第1回としている。開始当初は顔出しのない音声配信のみ。
前身番組は2017年10月から2018年9月までニコニコ生放送で配信されていた『ニコ生☆音楽王』。両MCのほか主要スタッフも前身番組より引き継がれている。
ピザラ人狼など長時間にわたる特別企画の他、コーナーを区切った動画配信もされており、当初は、きゃにめプライム会員用にオフショットやアフタートークも配信されていた。
2021年7月20日に加藤純一の過去の発言が問題視され、番組名義で出演予定だった「KANSAI COLLECTION 2021A/W」の出演が見送りとなり、同年7月21日の動画を最後に番組は1ヶ月休止となった。9月15日から動画投稿を再開したが、9月30日をもって番組はポニーキャニオンを卒業することを発表。「きゃにめプライム」からの提供が終了となり、アフタートークやグッズ販売なども9月末で終了となった。10月13日の放送にて、番組スポンサーが決定したことを発表し、スポンサー会社は「ぷらす鍼灸整骨院」となったことが発表された。ぷらす鍼灸整骨院には一度ピザラジロケで訪れており、そのロケの反響が大きかった為、ぷらす鍼灸整骨院がスポンサーに名乗り出た。名乗り出た一番の要因として「店舗の責任者より、ピザラジオをご覧になっている方が沢山いらっしゃるのはありがたいことなんですけど、若干普通よりちょっと体の調子が悪いかもしれないです」と言われた為、これはなんとかしなければいけないと思ったと番組内で説明した。
2023年3月15日の配信で放送第100回を迎えた。また、4月をもって放送開始から4周年を迎える為、4月12日に4周年記念公開生放送を行う事に決定した。さらに、同日に配信時間を1時間繰り上げることを発表し、4月26日の放送から21時〜22時の配信となった。
2023年12月20日の配信より隔週から、毎月一回放送となった。「お互いが売れすぎたため」と語っている。
2024年03月20日の配信で、放送開始から5周年を記念して、5月15日に大阪府吹田市文化会館(メイシアター) で5周年記念公開生放送を行うことが決定した。
2024年6月19日の配信から、「AIMchair」が番組スポンサーに追加される。
2024年9月にMCの加藤が不倫騒動を起こしたことにより、同月25日配信分を最後に、番組は再開のめどを立てない無期限休止となった。
2025年4月16日に「ピザラ人狼 2025オーイシ×加藤のピザラジオ 1日限定復活SP」と題し1日限定復活した。

## 出演者

### レギュラー出演者
- オーイシマサヨシ
- 加藤純一

### 準レギュラー
テーブルゲーム、人狼回など人数が必要な回に参加。
基本的に、オーイシと親交の深い人物と加藤と親交の深い人物比が1：1になるようにキャスティングされる。

#### オーイシと親交が深い
- Tom-H@ck
- 岩淵紗貴（MOSHIMO）
- atagi（Awesome City Club）

#### 加藤と親交が深い
- もこう
- こくじん
- ゆゆうた
- Gero
- おにや
- StylishNoob
- みゃこ
- 蛇足

### コーナーレギュラー
テーブルゲーム回では紹介役。人狼回ではゲームマスター。
- 白坂翔（ボードゲームカフェJELLY JELLY CAFEオーナー）[19]

## 放送リスト
| 2019年 | 2019年   | 2019年                  | 2019年                  |
| 回数   | 放送日   | ゲスト                  | 備考                    |
| ------ | -------- | ----------------------- | ----------------------- |
| 1回目  | 4月3日   | なし                    |                         |
| 2回目  | 4月17日  | Tom-H@ck                |                         |
| 3回目  | 5月1日   |                         |                         |
| 4回目  | 5月15日  | 岩淵紗貴                |                         |
| 5回目  | 5月29日  |                         |                         |
| 6回目  | 6月12日  |                         |                         |
| 7回目  | 6月26日  |                         |                         |
| 8回目  | 7月10日  |                         |                         |
| 9回目  | 7月24日  |                         |                         |
| 10回目 | 8月7日   | なし                    |                         |
| 11回目 | 8月21日  | 特別企画・第1回を参照。 | 特別企画・第1回を参照。 |
| 12回目 | 9月4日   |                         |                         |
| 13回目 | 9月18日  |                         |                         |
| 14回目 | 10月2日  |                         |                         |
| 15回目 | 10月16日 |                         |                         |
| 16回目 | 10月30日 |                         |                         |
| 17回目 | 11月13日 | 特別企画・第2回を参照。 | 特別企画・第2回を参照。 |
| 18回目 | 11月28日 |                         |                         |
| 19回目 | 12月10日 |                         |                         |
| 20回目 | 12月25日 |                         |                         |

| 2020年 | 2020年   | 2020年                  | 2020年                                         |
| 回数   | 放送日   | ゲスト                  | 備考                                           |
| ------ | -------- | ----------------------- | ---------------------------------------------- |
| 21回目 | 1月8日   | 特別企画・第3回を参照。 | 特別企画・第3回を参照。                        |
| 22回目 | 1月22日  |                         |                                                |
| 23回目 | 2月5日   |                         |                                                |
| 24回目 | 2月19日  |                         |                                                |
| 25回目 | 3月4日   |                         |                                                |
| 26回目 | 3月18日  |                         |                                                |
| 27回目 | 4月1日   | 特別企画・第4回を参照。 | 特別企画・第4回を参照。                        |
| 28回目 | 4月15日  |                         |                                                |
| 29回目 | 4月29日  |                         |                                                |
| 30回目 | 5月13日  |                         |                                                |
| 31回目 | 5月27日  |                         |                                                |
| 32回目 | 6月10日  |                         | 対面での撮影が復活。放送のすべてを顔出しに変更 |
| 33回目 | 6月24日  | ダ・ヴィンチ・ポワロ    |                                                |
| 34回目 | 7月8日   |                         |                                                |
| 35回目 | 7月22日  |                         |                                                |
| 36回目 | 8月5日   | 特別企画・第5回を参照。 | 特別企画・第5回を参照。                        |
| 37回目 | 8月19日  |                         |                                                |
| 38回目 | 9月2日   | 特別企画・第6回を参照。 | 特別企画・第6回を参照。                        |
| 39回目 | 9月16日  | 土岐隼一                |                                                |
| 40回目 | 10月28日 | 住谷哲栄                | 加藤の活動休止に伴い一か月ぶりの放送           |
| 41回目 | 11月11日 | 特別企画・第7回を参照。 | 特別企画・第7回を参照。                        |
| 42回目 | 11月25日 |                         |                                                |
| 43回目 | 12月9日  |                         |                                                |
| 44回目 | 12月23日 | もこう、Tom-H@ck/えなこ |                                                |
| 44回目 | 12月23日 | 特別企画・第8回を参照。 |                                                |

## 特別企画

### 放送データ一覧
| 回数   | 放送日         | 放送タイトル                                            | ゲスト | 備考 |
| ------ | -------------- | ------------------------------------------------------- | --- | --- |
| 第1回  | 2019年8月21日  | 心霊バスツアーSP（第1回）                               | | |
| 第2回  | 2019年11月13日 | 公開生放送SP                                            | | |
| 第3回  | 2020年1月8日   | オーイシ×加藤のピザラ人狼 新春SP                        | ＜ゲームマスター＞ 白坂翔 ＜ゲスト＞ Tom-H@ck、岩淵紗貴（MOSHIMO）、一瀬貴之（MOSHIMO）、こくじん、 せらみかる、5月病マリオ、大槻ひびき、きみと歩実、あつし                                                                                              | |
| 第4回  | 2020年4月1日   | 1周年SP                                                 | | 焚き火を囲んで生放送の予定だったが、悪天候のためスタジオからの放送に変更。 |
| 第5回  | 2020年7月22日  | オーイシ加藤のピザラ人狼 夏の陣                         | ＜ゲームマスター＞ 白坂翔 ＜ゲスト＞ Tom-H@ck、おにやo-228、もこう、山本博（ロバート）、 成瀬心美、古川洋平、木村茂之（合同会社モノガタリ） | おにやo-228は急遽欠席した岩淵紗貴（MOSHIMO）の代理出演。 |
| 第6回  | 2020年9月2日   | 心霊バスツアーSP（第2回）                               | 木村茂之（合同会社モノガタリ） | |
| 第7回  | 2020年11月11日 | マーダーミステリーSP「2049年からの行き先」              | ＜ゲームマスター＞ 江島志穂 ＜ゲスト＞ 岩淵紗貴（MOSHIMO）、Gero、佳苗るか、鈴木もぐら（空気階段）、春日望 | |
| 第8回  | 2020年12月23日 | 桃太郎電鉄SP                                            | Tom-H@ck、もこう | |
| 第9回  | 2021年1月6日   | ピザラ人狼 冬の陣 2021SP                                | ＜ゲームマスター＞ 白坂翔 ＜ゲスト＞ こくじん、岩淵紗貴（MOSHIMO）、広瀬裕也、山口恵梨子、 しばたありぼぼ（ヤバイTシャツ屋さん）、和田まんじゅう（ネルソンズ）、 atagi（Awesome City Club）、あつし                                                      | 前半の部と後半の部に分かれて配信。 |
| 第10回 | 2021年1月6日   | 朝までピザラ人狼SP                                      | ＜ゲームマスター＞ 白坂翔 ＜ゲスト＞ こくじん、もこう、蛇足、NONKEY、 鈴木もぐら（空気階段）、優木なお、あつし、はしけん（積分サークル） | 前半の部と後半の部に分かれて配信。 |
| 第11回 | 2021年3月17日  | オーイシ×加藤のボドゲ王/ピザラジSP                      | ＜ゲームマスター＞ 白坂翔 ＜ゲスト＞ こくじん、もこう、岩淵紗貴（MOSHIMO）、Gero | |
| 第12回 | 2021年6月23日  | マーダーミステリー 2021 SUMMER SP                       | ＜ゲームマスター＞ 江島志穂 ＜ゲスト＞ 岩淵紗貴（MOSHIMO）、松岡侑李、鈴木もぐら（空気階段）、蛇足、唯井まひろ | 松岡侑李は出演キャンセルとなった春日望の代理出演。 |
| 第13回 | 2021年11月24日 | 第1回 ピザラ雀                                          | ＜ゲスト＞ もこう、こくじん、ゆゆうた、和田まんじゅう（ネルソンズ）、草野華余子、伊達朱里紗 ＜解説＞ 土田浩翔 | |
| 第14回 | 2022年1月5日   | ピザラ人狼 2022 新春特番                                | ＜ゲームマスター＞ 白坂翔 ＜ゲスト＞ 岩淵紗貴（MOSHIMO）、atagi（Awesome City Club）、おにや、 みゃこ、山添寛（相席スタート）、StylishNoob、虫眼鏡（東海オンエア） ＜解説＞ あつし                                                                       | |
| 第15回 | 2022年3月2日   | 第1回 ピザラボート                                      | ＜ゲスト＞ もこう、ゆゆうた | |
| 第16回 | 2022年4月13日  | ピザラジ3周年記念公開生放送                             | | 1時間半強に拡大。 |
| 第17回 | 2022年8月6日   | 第2回 ピザラ雀                                          | ＜解説＞ 土田浩翔 ＜審判＞ 市井悠太 ＜ゲスト＞ もこう、ゆゆうた、草野華余子、伊達朱里紗、おにや、atagi(Awesome City Club)、UK(MOROHA)、八木優樹(KEYTALK)、山本博(ロバート)、鈴木もぐら(空気階段)、椿彩奈、茅森早香、白坂翔、植田佳奈、蛇足               | オーイシが新型コロナウイルスの療養のため欠席。そのため加藤が1人で進行を務めた。また、こくじんも欠席したためそれぞれの代役として植田佳奈、蛇足の両名が参戦することとなった。                                                                           |
| 第18回 | 2022年8月24日  | 第2回 ピザラボート                                      | ＜ゲスト＞ ゆゆうた、おにや、こくじん、岩淵紗貴(MOSHIMO)、篠田ゆう | ボートレース浜名湖で開催のSG第68回ボートレースメモリアルを第1レースから最終レースまで予想した。 |
| 第19回 | 2022年9月14日  | 心霊バスツアーSP（第3回）                               | 木村茂之（合同会社モノガタリ） | |
| 第20回 | 2022年10月26日 | マーダーミステリー 2022 SP 白百合が咲く時               | ＜ゲームマスター＞ 江島志穂 ＜ゲスト＞ 和田まんじゅう（ネルソンズ）、伊達朱里紗、石田晴香、相羽あいな | |
| 第21回 | 2023年1月4日   | ピザラ人狼 2023 オーイシ×加藤のピザラジオ 第95回SP      | ＜ゲームマスター＞ 白坂翔 ＜ゲスト＞ atagi (Awesome City Club)、おにや、山添寛（相席スタート）、SHAKA、DJふぉい (Repezen Foxx)、仲村宗悟、こうちゃん (QuizKnock) ＜解説＞ あつし ＜スポンサード＞ AKRacing                                               | MOSHIMOのYouTubeチャンネルにて配信されている姉妹番組『岩淵紗貴のイワラジ』で同日25時よりスピンオフ企画『イワラ人狼2023』が配信された。 ＜ゲスト＞ 加藤純一、しばたありぼぼ（ヤバイTシャツ屋さん）、布団ちゃん、椿彩奈、あつし、おにや、みゃこ、白坂翔 |
| 第22回 | 2023年3月1日   | ピザラポーカー オーイシ×加藤のピザラジオ 第99回SP       | ＜ゲスト＞ もこう、ゆゆうた、おにや、すたみな(あむあむWORLD)、 高井佳佑(ガーリィレコード)、 ミト(クラムボン)、 やしろあずき、 岡田紗佳 ＜解説＞ けいたん(REAL AKIBA BOYZ) ガイP (m HOLD’EMプロデューサー) ＜スポンサード＞ m HOLD’EM                     | 撮影協力：m HOLD'EM 目黒 |
| 第23回 | 2023年5月31日  | ピザラ雀2023 予選1日目                                  | ＜ゲスト＞ 草野華余子、亜咲花、一ノ瀬みか、高見奈央、atagi(Awesome City Club)、UK(MOROHA)、八木優樹(KEYTALK)、KOUHEI(04 Limited Sazabys) ＜解説＞ 土田浩翔、多井隆晴                                                                                     | ＜スポンサード＞ 雀魂 |
| 第24回 | 2023年6月28日  | ピザラ雀2023 予選2日目                                  | ＜ゲスト＞ もこう、おにや、ゆゆうた、はんじょう、山本博(ロバート)、鈴木もぐら(空気階段)、すたみな(あむあむWORLD)、蛇足 ＜解説＞ 土田浩翔、多井隆晴 | ＜スポンサード＞ 雀魂 |
| 第25回 | 2023年7月19日  | ピザラ雀2023 予選3日目                                  | ＜ゲスト＞ 伊達朱里沙、こくじん、香川愛生、こうちゃん(QuizKnock) ＜解説＞ 土田浩翔 | ＜スポンサード＞ AKRacing、VITURE One |
| 第26回 | 2023年7月19日  | ピザラ雀2023 本戦                                       | ＜ゲスト＞ atagi(Awesome City Club)、もこう、こくじん、茅森早香、亜咲花、鈴木もぐら(空気階段) ＜解説者＞ 土田浩翔、伊達朱里沙 | ＜スポンサード＞ AKRacing、VITURE One |
| 第27回 | 2023年11月8日  | マーダーミステリー2023                                  | ＜ゲスト＞ 和田まんじゅう(ネルソンズ)、伊達朱里沙、福原綾香、尾崎由香 ＜GM＞ 江島志穂 | 撮影協力:マーダーミステリーゲーム専門店 Rabbithole |
| 第28回 | 2023年12月20日 | 忘年会SP                                                | ＜ゲスト＞ Tom-H@ck、岩渕沙貴(MOSHIMO)、こくじん、みゃこ | |
| 第29回 | 2024年1月5日   | ピザラ人狼 2024                                         | ＜ゲスト＞ おにや、山添寛(相席スタート)、関優太、atagi(Awesome City Club)、虫眼鏡(東海オンエア)、DJふぉい(RepezenFoxx)、松丸亮吾 ＜GM＞ 白坂翔 ＜解説・天国部屋＞ あつし                                                                                 | ＜スポンサード＞ VITURE、COFO |
| 第30回 | 2024年1月5日   | ディベート王決定戦                                      | ＜ゲスト＞ おにや、ゆゆうた、虫眼鏡(東海オンエア)、もこう、こくじん、福井雄真(上智大学弁論部) ＜審査員＞ 市野敬介(NADE - 全国教室ディベート連盟) | ＜スポンサード＞ VITURE、COFO |
| 第31回 | 2024年4月10日  | ピザラポーカー2024 オーイシ×加藤のピザラジオ 第129回SP  | ＜ゲスト＞ もこう、こくじん、本郷奏多、平田雄也、高井佳佑(ガーリィレコード)、和田まんじゅう(ネルソンズ)、atagi(Awesome City Club)、DJ KOO(TRF)、東城りお、来栖うさこ(METEORA st./EGP) ＜解説＞ けいたん(REAL AKIBA BOYZ) ガイP (m HOLD’EMプロデューサー) | ＜スポンサード＞ m HOLD'EM |
| 第32回 | 2024年7月31日  | ピザラ雀2024 FINAL                                      | ＜ゲスト＞ 虫眼鏡(東海オンエア)、k4sen、こくじん、茅森早香、伊達朱里紗、小山剛志、武田雛歩、鈴木もぐら(空気階段) ＜解説者＞ 土田浩翔 | ＜スポンサード＞ nosh |
| 第33回 | 2025年4月16日  | ピザラ人狼 2025 オーイシ×加藤のピザラジオ 1日限定復活SP | ＜ゲスト＞ atagi(Awesome City Club)、山添寛(相席スタート)、植田紫帆(オダウエダ)、瑞原明奈、あつし ＜GM＞ 白坂翔 | ＜スポンサード＞ nosh、AIMchair |

### 主な企画内容
心霊バスツアー
レギュラー出演者であるオーイシマサヨシと加藤純一が多くの心霊スポットに突撃する企画。
ピザラ人狼
「汝は人狼なりや?」を元にしたゲーム企画。人数構成は9人或いは11人で行われている。
ピザラボート
オーイシマサヨシと加藤純一に加え、ゲスト複数人を迎えボートレースの予想をする企画。番組から一定額予算が出るものの、超過分は自腹となる。
ピザラ雀
豪華ゲストを迎え、麻雀をする企画。各卓での上位2名又は上位1名が決勝卓へ進むことができ、優勝すると優勝盾と金の麻雀牌が贈られる。
マーダーミステリー
オーイシマサヨシと加藤純一に加え、ゲスト複数人を迎え行う殺人事件を題材にした体験型の推理ゲームをする企画。ゲームの特性上、一度シナリオを体験した場合は結末を知ることとなる為、もう一度遊ぶことは出来ないのでSNSでのネタバレに関しての注意喚起が行われる。
ピザラポーカー
実際のポーカー卓を使用しテキサスホールデム形式で優勝者を決める企画。優勝者には商品が贈られる。

## コラボレーション
- 2021年10月15日から12月23日まで、リズムゲーム「maimai」とコラボレーションし、ゲーム内では「オーイシ×加藤のピザラジオちほー」がオープンし、楽曲「ドラゴンエネルギー」とゲーム内で使用できる「つあーメンバー」「オリジナルネームプレート」が追加収録された[23]。
- 2022年6月22日の動画にて『ハナビちゃんは遅れがち』とコラボレーションすることが発表され、同年7月から放送のTVアニメにMCの2人が声優として出演した[24]。

## スタッフ
- プロデューサー：長谷川P
- 構成作家：とくも
- 音声：きっしー

## 番組スポンサー
- 株式会社SYNERGY JAPAN「ぷらす鍼灸整骨院」（第63回放送 - ）
- AIMchair（第132回放送 - ）